# Isoodon obesulus
El bandicut marrón meridional (Isoodon obesulus), también conocido como quenda en la lengua local de los Noongar, es una especie de marsupial peramelemorfo de la familia Peramelidae  que vive principalmente en el sur de Australia. Presenta un cierto grado de dimorfismo sexual, haciendo que las hembras sean un poco más pequeñas que los machos.

## Descripción
La longitud del cuerpo del macho es de unos 33 cm, con una cola de 12 cm. Las hembras suelen ser unos 3 cm más pequeñas y un 1 cm menos en las cola. Los machos pesan 0,9 kg y las hembras 0,7 kg.La piel de este marsupial es gruesa y de color grisáceo oscuro a marrón amarillento, y el vientre es blanco crema.Tiene el hocico corto y orejas redondas.

## Reproducción
La reproducción está estrechamente relacionada con las estaciones lluviosas, aunque pueden tener crías en cualquier época del año. El periodo de gestación es de unos 11 días y son destetados a los dos meses. Pueden tener hasta 5 crías en una camada.

## Subespecies
Si bien algunas autoridades listan  hasta cinco subespecies (I. o. fusciventer, I. o. obesulus, I. o. peninsulae, I. o. affinus, I. o. nauticus), la edición más reciente de Mammal Species of the World  lista  I. o. nauticus como única subespecie válida. 